# 雅科夫·费多连科
雅科夫·尼古拉耶维奇·费多连科（俄语：Я́ков Никола́евич Федоре́нко，1896年10月10日（22日）—1947年3月26日），苏联装甲坦克兵元帅。

## 生平
1917年，加入联共。
1918年，参加红军。
1915年，编入俄罗斯帝国海军。
1934年，毕业于伏龙芝军事学院。
1935年，任基辅军区机械化旅旅长。
1937年，任基辅军区汽车装甲坦克兵主任。
1940年，任苏军汽车装甲坦克部部长。
1942年，任苏联国防人民委员会委员兼装甲坦克和机械化兵司令。
1946年，任地面装甲坦克和机械化部队司令。
1947年，去世。